# Let It Enfold You
Let It Enfold You è l'album di debutto del gruppo alternative rock statunitense Senses Fail. È stato pubblicato il 7 settembre 2004, due anni dopo l'EP From the Depths of Dreams.
Molti dei brani dell'album sono stati influenzati da opere letterarie di poesie e romanzi.

## Tracce
1. Tie Her Down – 3:08
2. Lady in a Blue Dress – 3:17
3. You're Cute When You Scream – 2:25
4. Buried a Lie – 2:59
5. Bite to Break Skin – 3:31
6. Rum Is for Drinking, Not for Burning – 2:43
7. Slow Dance – 3:06
8. Choke on This – 3:22
9. NJ Falls Into the Atlantic – 3:48
10. Let It Enfold You – 5:03
11. Irony of Dying On Your Birthday – 2:59
12. Angela Backer and My Obsession With Fire – 4:03
13. Martini Kiss – 3:51

Tracce Bonus
1. Institutionalized (Suicidal Tendencies cover) – 3:48
2. American Death – 3:32
3. Lady in a Blue Dress (Acoustic) – 3:21
4. Buried a Lie (Acoustic) – 3:04
5. Rum Is for Drinking, Not for Burning (Acoustic) – 3:00

## Formazione
- Mike Glita - basso, cori
- Dave Miller - chitarra
- Buddy Nielsen - voce
- Dan Trapp - batteria
- Garrett Zablocki - chitarra, cori

## Classifiche
| Classifica        | Posizione massima |
| ----------------- | ----------------- |
| Billboard Hot 100 | 34                |